# Alexandre Quinet
Louis Alexandre Emmanuel Quinet (geb. 3. September 1836 in Paris; gest. 10. April 1900 in Colombes) war ein französischer Fotograf.

## Lebensweg
Louis Alexandre Emmanuel Quinet war ein Sohn von Alexandre Marie Quinet (geb. 1810), einem Drucker-Lithografen und Fotografen in Paris. Er war ein jüngerer Bruder von Achille Quinet (* 1831 in Paris; † 1900 in Cély), der ebenfalls Fotograf war und sich eine stereoskopische Fotokamera, das nach ihm benannte Quinetoscop, patentieren lassen hat.
In den Jahren 1856/57 begleitete Quinet den Fotografen Félix-Jacques Moulin (* 1802; † 1869), einen Schwager seines Vaters, als Assistent auf dessen Algerien-Reise.
Alexandre Quinet hatte von etwa 1868 bis 1882 ein Fotoatelier in Paris in der rue Cadet 42, zeitweilig (von 1867 bis 1872) auch in der rue Montpensier 36. Er war Mitglied der Société française de photographie. Fotografien von Quinet wurden 1895 in Paris auf der „Deuxième Exposition d’Art Photographique“ ausgestellt.
Landschafts- und Tierfotos von Alexandre Quinet und seinem Bruder Achille waren 1874 bei der vierten Ausstellung der „Union Centrale des Beaux Arts appliques à l'Industrie“ im „Palais de l’Industrie“ in Paris ausgestellt.
Quinet war Mitglied der Société de Géographie und nahm Porträtfotografien unter anderem von den beiden Polarforschern Otto Martin Torell und Julius von Payer sowie von dem Afrikaforscher Verney Lovett Cameron, dem Ethnographen Pierre Trémaux (1818–1895), dem Forschungsreisenden Victor de Compiègne und dem Geografen János Hunfalvy auf. Als Bildberichterstatter über den zweiten internationalen Geographenkongress vom 1. bis zum 11. August 1875 im Jardin des Tuileries in Paris fertigte Quinet Aufnahmen von den wichtigsten Ereignissen und allen Ausstellungsräumen an und stellte daraus ein Fotoalbum zusammen.
Quinet hat unter anderem auch bei der Éxposition universelle von 1878 in Paris fotografiert.

## Galerie

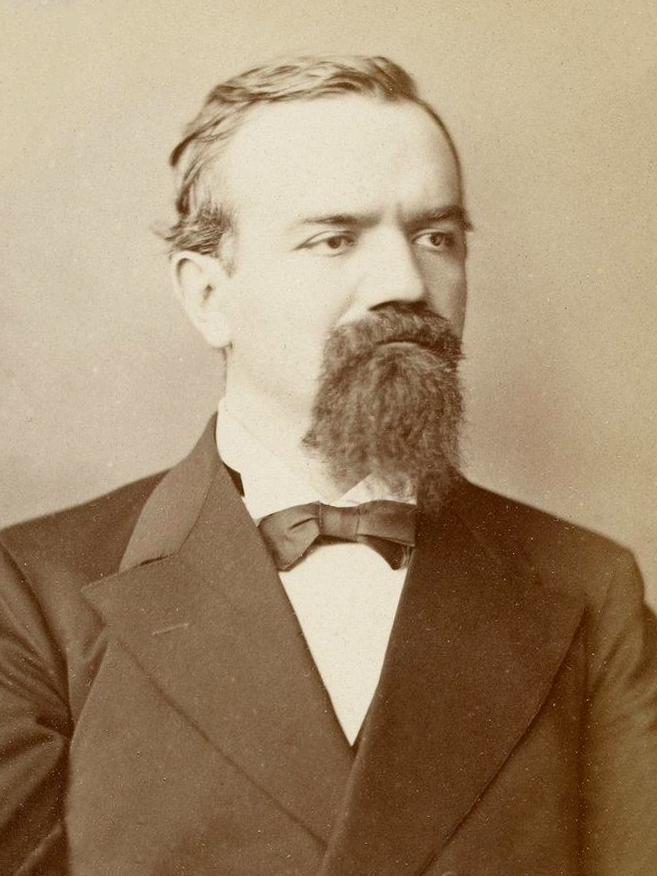
Titu Maiorescu
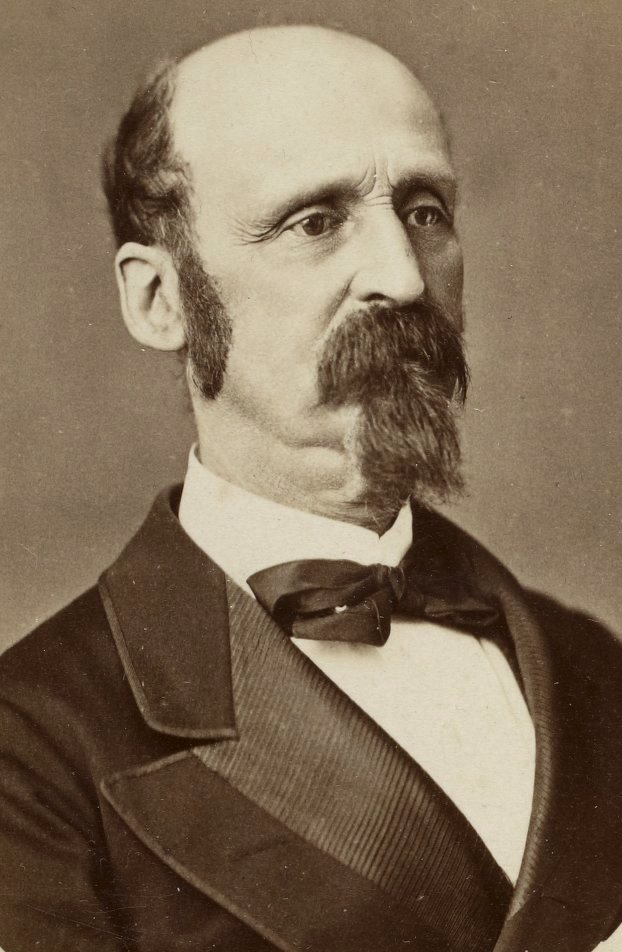
Francesco Miniscalchi
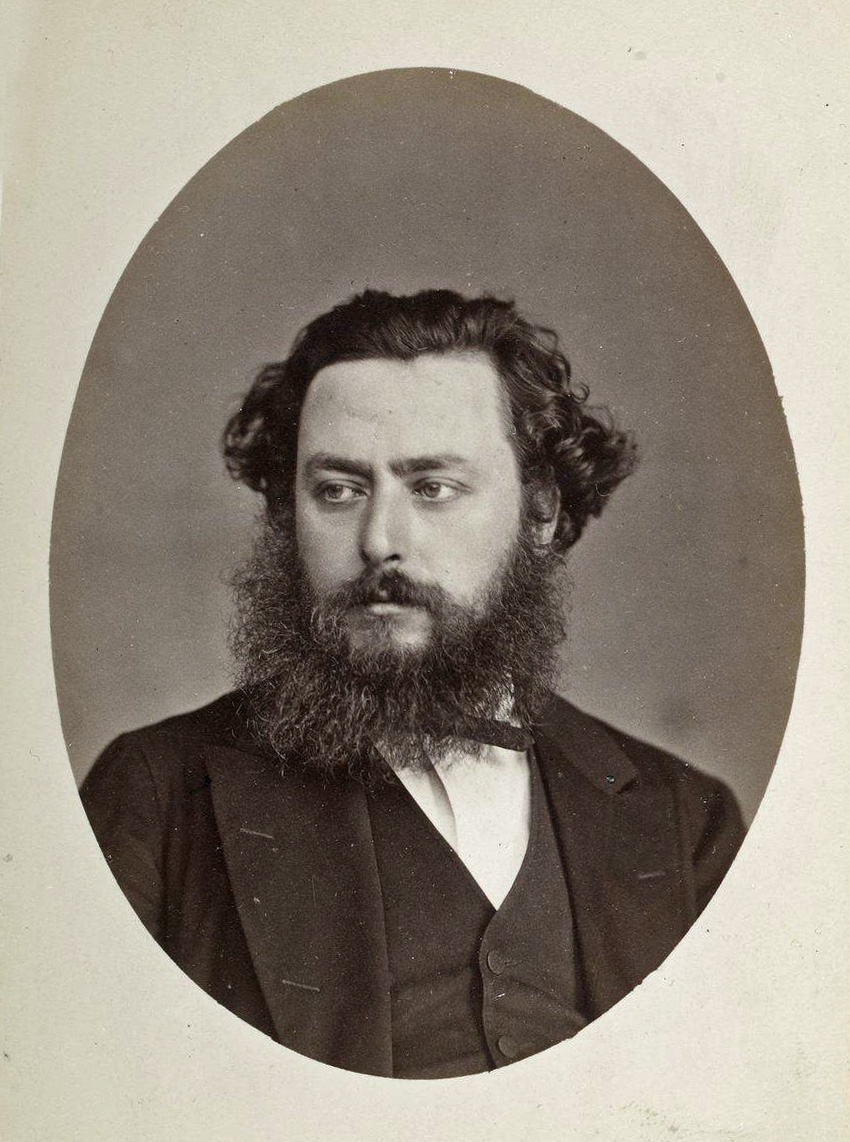
Léon de Cessac
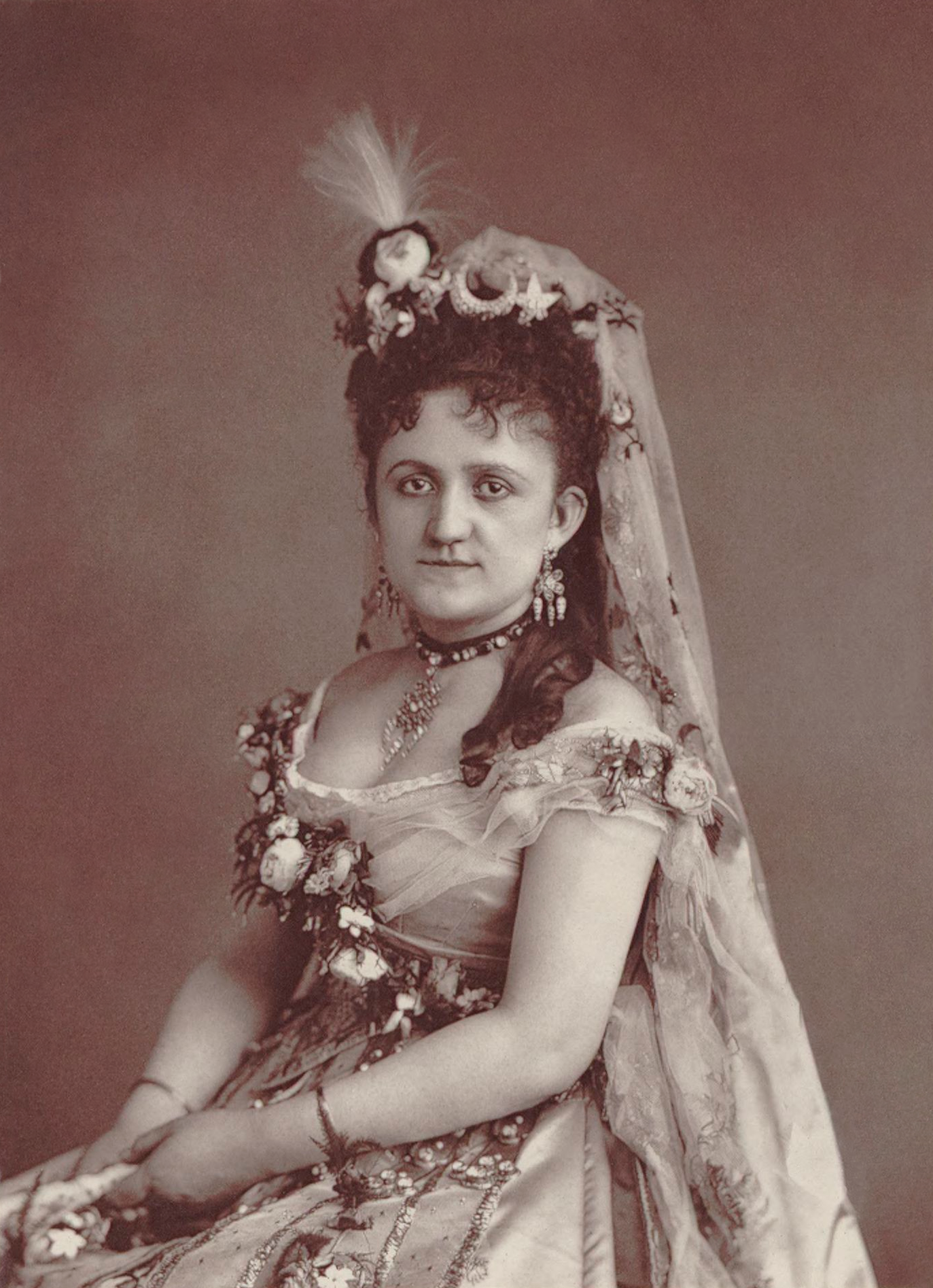
Mademoiselle Priola
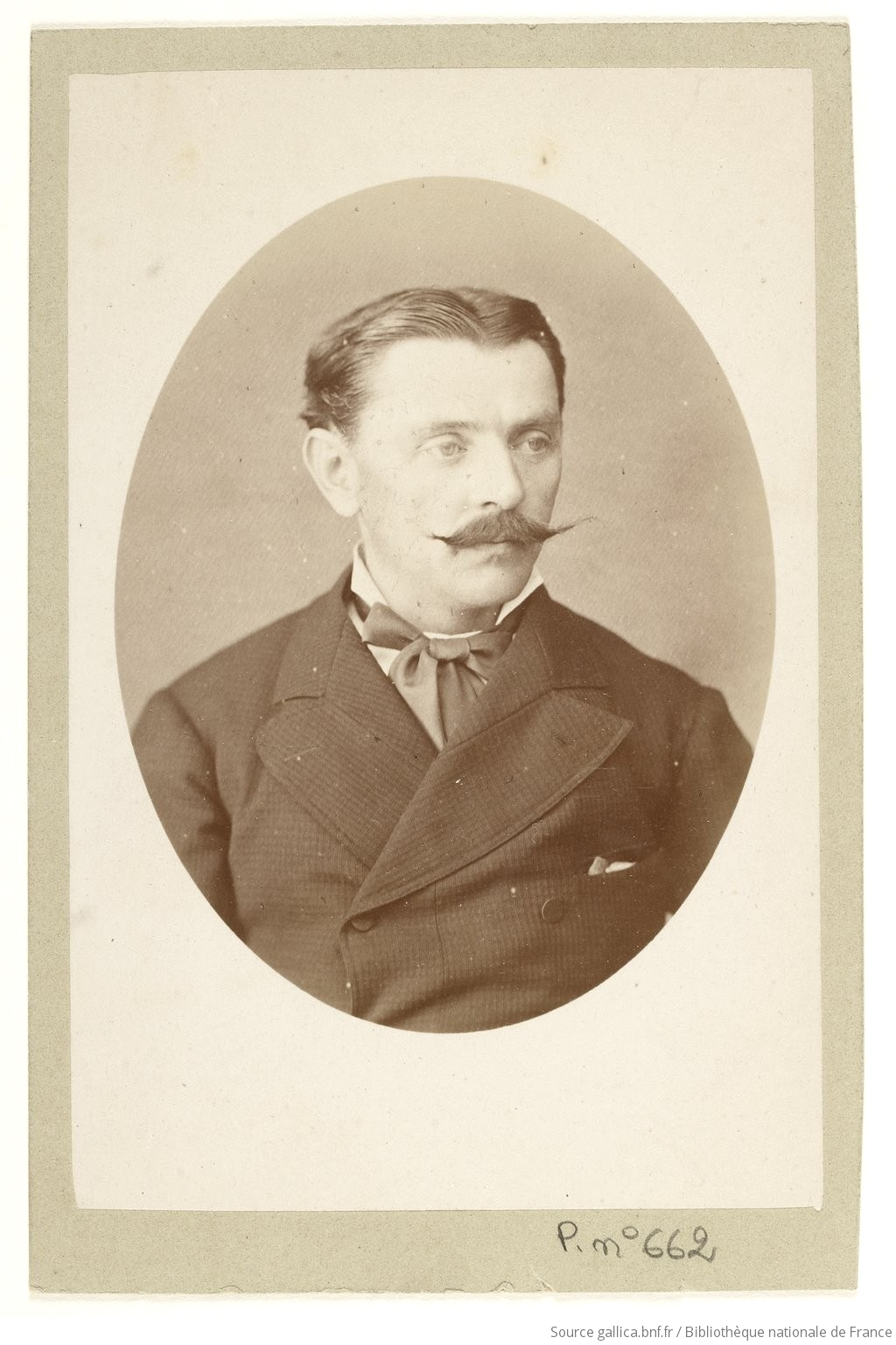
August Schluga von Rastenfeld